# Kouřové pivo

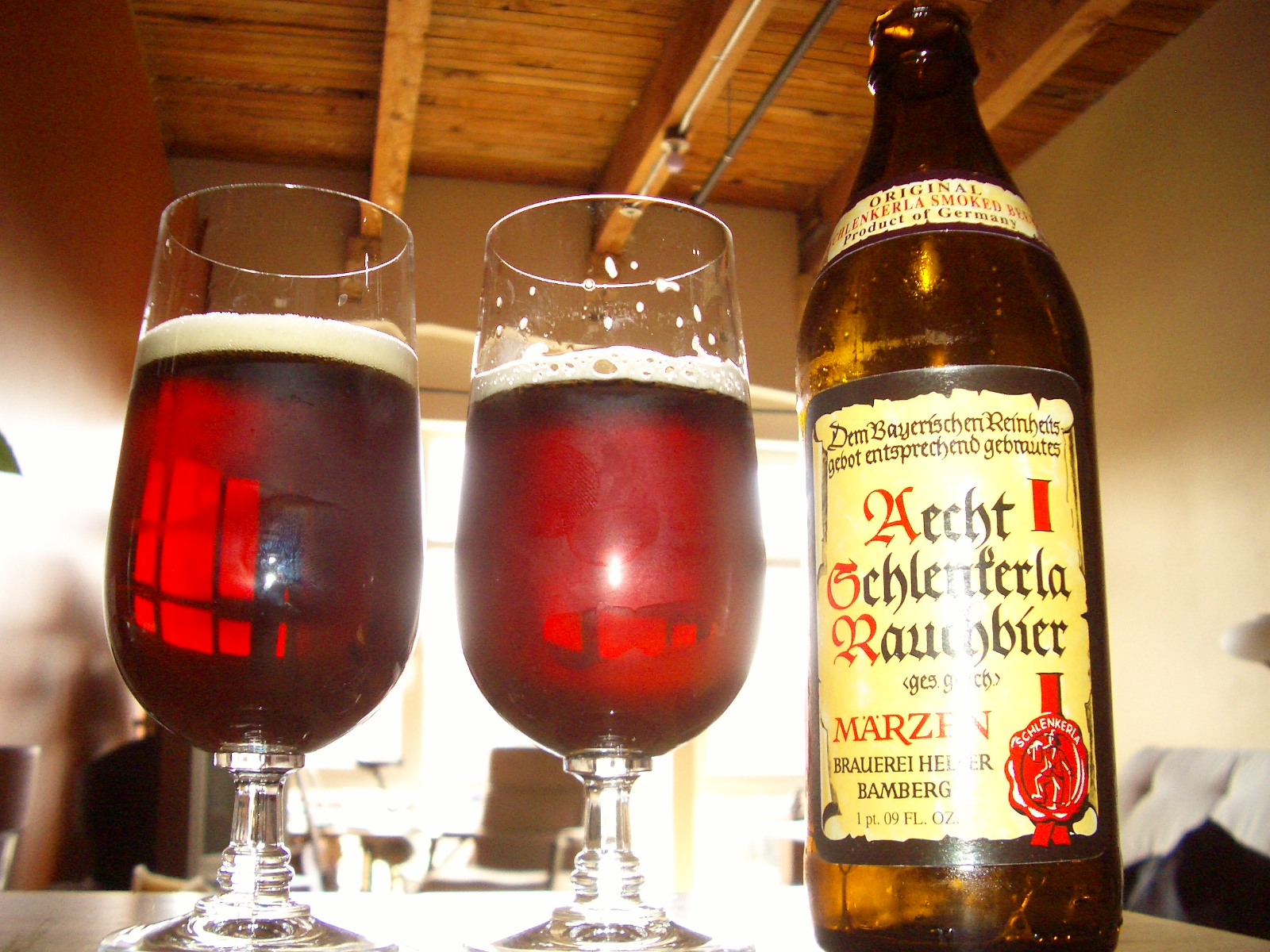
Dvě sklenice a lahev kouřového piva.

Kouřové pivo je druhem piva, jehož charakteristickým výrobním znakem je sušení sladu nad kouřem ze dřeva (především bukového) či rašeliny. Může se jednat o pivo jak spodně, tak i svrchně kvašené. Pro tento druh piva je velmi charakteristická "uzená" chuť. Vaří se především v okolí německého města Bamberk.

## Historie
V minulosti se slad sušil na přímém slunci nebo nad plameny. Ačkoli sušení sladu v sušárnách (využívající nepřímého tepla) se masově rozšířilo až v době industrializace, byla tato metoda známa již v prvním století našeho letopočtu. Ví se také, že kouřové pivo bylo rozšířeno v šestnáctém až osmnáctém století také v Anglii
Na počátku osmnáctého století se sušení piva v sušárnách masově rozmohlo a ve století devatenáctém se stalo téměř jedinou metodou na sušení sladu. Jelikož sušárna odvádí kouř od sladu, kouřová chuť se na slad (natož na pivo) již nemohla přenést. Stávala se tak méně a méně obvyklou a nakonec ze světa piva téměř vymizela.